# Sexuellt utnyttjande av barn
Sexuellt utnyttjande av barn är ett brott enligt svensk lag. Sedan ändringarna i sexualbrottslagen år 2004 avser brottsrubriceringen samlag eller jämförbar sexuell handling med ett barn under 15 år, som av omständigheterna kring brottet är att bedöma som mindre allvarligt. I alla andra fall vill lagstiftaren använda rubriceringen våldtäkt mot barn.  
I praxis har domstolarna varit restriktiva med tillämpningen av rubriceringen våldtäkt mot barn. Man dömer ofta för sexuellt utnyttjande av barn när åldersskillnaden mellan den tilltalade och målsägande är ringa, eller när något annat talar för att allt varit frivilligt [källa behövs]
I brottsbalken 6 kap står:
| ” | 4 § Den som har samlag med ett barn under femton år eller som med ett sådant barn genomför en annan sexuell handling som med hänsyn till kränkningens art och omständigheterna i övrigt är jämförlig med samlag, döms för våldtäkt mot barn till fängelse i lägst två och högst sex år. Detsamma gäller den som begår en gärning som avses i första stycket mot ett barn som fyllt femton men inte arton år och som är avkomling till gärningsmannen eller står under fostran av eller har ett liknande förhållande till gärningsmannen, eller för vars vård eller tillsyn gärningsmannen skall svara på grund av en myndighets beslut. (...) 5 § Är ett brott som avses i 4 § första eller andra stycket med hänsyn till omständigheterna vid brottet att anse som mindre allvarligt, döms för sexuellt utnyttjande av barn till fängelse i högst fyra år. | „ |

## Rättsfall från högsta domstolen
- Frågor om den straffrättsliga bedömningen av samlag med barn under femton år samt om ersättning för den kränkning som sådant brott inneburit. (I och II)[1]

- En praktikant på ett daghem har fört in handen mellan skinkorna på en fyraårig pojke och vidrört dennes analöppning och genitalier. Gärningen har rubricerats som sexuellt övergrepp mot barn.[2]

- Fråga om en kvinna befunnit sig i ett sådant hjälplöst tillstånd som avses i 6 kap. 3 § BrB.[3]